# Appelez-moi docteur
Pour plus de détails, voir Fiche technique et Distribution.
Appelez-moi docteur (House Calls) est un film américain réalisé par Howard Zieff, sorti en 1978.

## Fiche technique
- Titre : Appelez-moi docteur
- Titre original : House Calls
- Réalisation : Howard Zieff
- Scénario : Max Shulman (en), Julius J. Epstein, Alan Mandel et Charles Shyer
- Photographie : David M. Walsh
- Montage : Edward Warschilka
- Musique : Henry Mancini
- Société de production : Universal Pictures
- Pays d'origine : États-Unis
- Genre : comédie romantique
- Durée : 98 minutes
- Date de sortie : 1978

## Distribution
- Walter Matthau : Dr Charley Nichols
- Glenda Jackson : Ann Atkinson
- Art Carney : Dr Amos Willoughby
- Richard Benjamin : Dr Norman Solomon
- Candice Azzara : Ellen Grady
- Dick O'Neill : Irwin Owett
- Thayer David : Phil Pogostin
- Brad Dexter : Quinn
- Jane Connell : Mme Conway
- Lloyd Gough : Harry Grady
- Taurean Blacque : Levi
- Charles Matthau : Michael Atkinson
- Len Lesser : Waiter
- Susan Batson : Shirley
- Patch Mackenzie : Edith Baskin
- Robert Trujillo : le garçon mexicain
- Nancy Hsueh : Gretchen
- David Bond : le patient en fauteuil roulant